# Максимијан Равенски
Максимијан Равенски (498. — 22. фебруар 556.) — хришћански светитељ 30. епископ и 1. архиепископ равенски, за време цара Јустинијана I, хришћански теолог.
Рођен у граду Поли (данашња Пула), папа Вигилије га је 546. године уздигао за епископа Равене. Због његовог смиреног духа, дуго га стадо није препознало. Максимијан се посветио уређивању латинских текстова Светог писма и био је наручилац многих рукописних књига.
Под покровитељством Јустинијана, Максимијан је Равену учинио главним духовним центром Италије, који су Византинци привремено држали под Јустинијаном. Под њим су у Равени завршене базилике Сан Витале и Сант'Аполинаре ин Класе, које су преживеле до данас, а унутар Сан Виталеа изграђена је проповедаоница од слоноваче направљена у Цариграду.